# プーマ装甲歩兵戦闘車
プーマ装甲歩兵戦闘車（プーマそうこうほへいせんとうしゃ、独: Schützenpanzer Puma、英: Armoured Infantry Fighting Vehicle Puma）は、ドイツのPSM社が開発した歩兵戦闘車である。

## 概要
マルダー歩兵戦闘車の後継として、2010年から2020年にかけてドイツ連邦軍に計410両が配備される予定である。5両のプレシリーズ車両と関連サービスは合わせて3億5,000万ユーロで調達された。405両の量産車両は30億ユーロ（1両当たり約12億円）で調達される予定である。しかしその後のドイツ軍要求による機能追加と製造コスト上昇のため29億ユーロの追加予算が必要だとされている。
2022年12月、ドイツはプーマ装甲歩兵戦闘車の新規調達を中止することを発表。同年、演習に18両を動員した際に、全ての車両に不具合が発生したためとされている。翌年1月から配備が予定されていた北大西洋条約機構軍には、旧式のマルダー歩兵戦闘車が充てられることとなった。
しかし2022年ロシアのウクライナ侵攻以後、安保情勢の急転不安化への対応と、ウクライナへまとまった数の装甲戦闘車両を供与した補填も含め、ドイツの軍備再建は喫緊となっており、プーマも2023年4月に143両のアップグレード改修が7.7億ユーロで契約された。これにより2029年までに、ドイツ連邦軍の保有するすべての プーマが高解像度の昼夜対応カメラシステム、MELLS多目的ミサイルシステム、デジタル無線機器の統合などの近代化が施される。
当初は自走対空砲型、自走対戦車砲型などのファミリー化も計画されており、いくつかは砲塔実機を試作車への搭載試験が行われたものの、バリエーションモデルは実現しないままとなっている。
輸出の売り込みもなされているものの成功に到っておらず、ラインメタルはコンソーシアム参画を維持しながら、プーマよりもコスト低減・信頼性と汎用性向上を図った同クラス車両のリンクス歩兵戦闘車を独自に開発し売り込みを進めている。仏ネクスターと合併したクラウス=マッファイも、最大45トンまで重装化を可能としたボクサー装軌型を開発している。

## 特徴

### 火力
プーマの砲塔は完全な無人で、車長および砲手は車体内からサイトおよび砲塔を遠隔操作する。砲塔上には全周旋回可能な車長用光学サイトがあり、ハンターキラー能力を有している。
主武装となるMK30-2/ABM 82口径30mm機関砲の最大発射速度は毎分200発で最大有効射程は3,000m。基本使用弾種はAPFSDS-T（装弾筒付翼安定曳光徹甲弾）とKETF（空中破裂弾：Air Burst Munition, ABM）の2種類だが他の弾種も使用可能である。APFSDS-Tは主に中装甲車両に対して使用され、KETFは時限信管式で多目的に使用される。
機関砲弾の給弾は2種類の弾種の連続交互発射を可能にする二重弾薬装填システムであり、砲塔内に即用弾200発、車体内に予備弾200発の計400発の弾薬を搭載している。

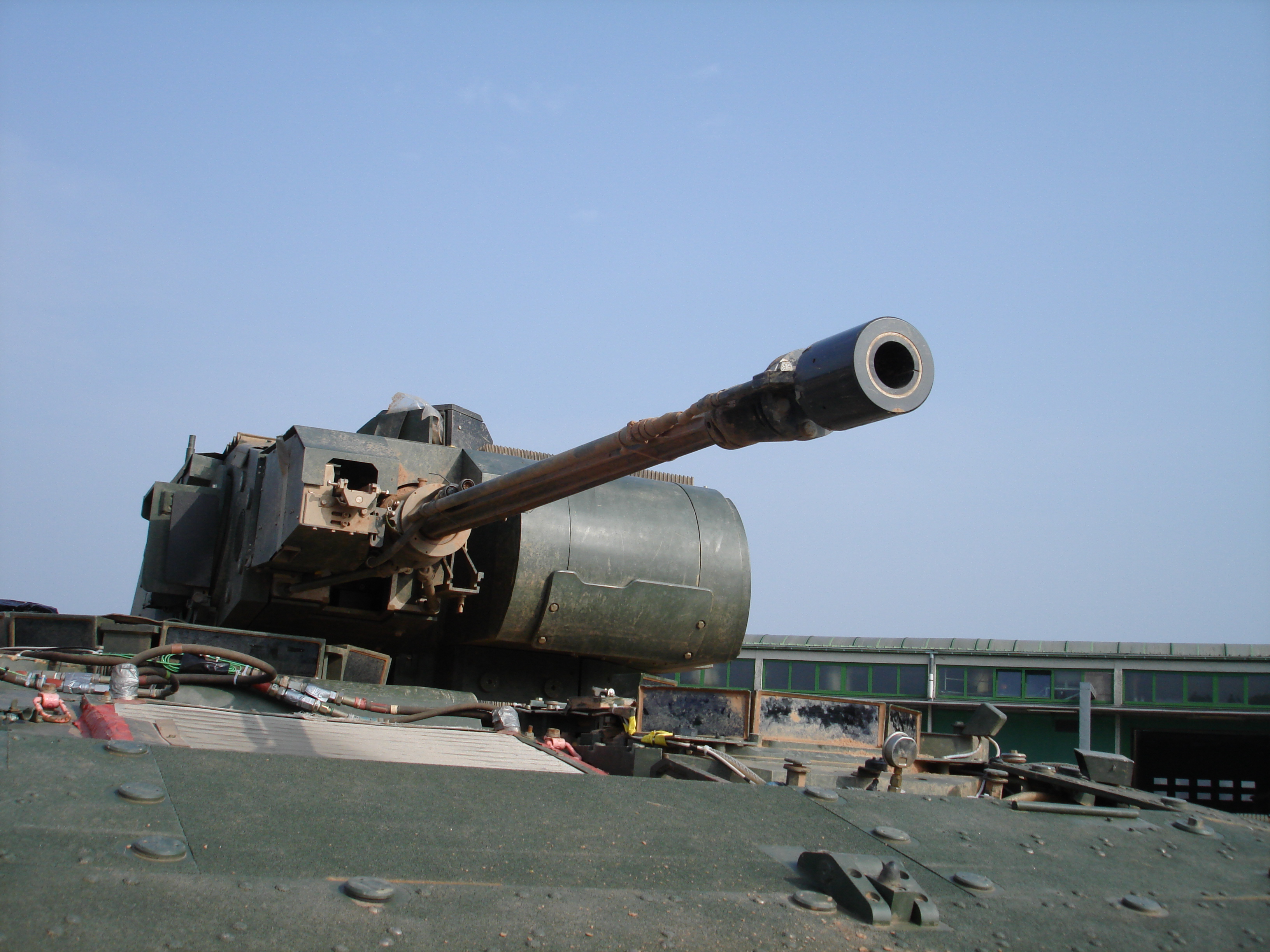
MK30-2/ABM 30mm機関砲
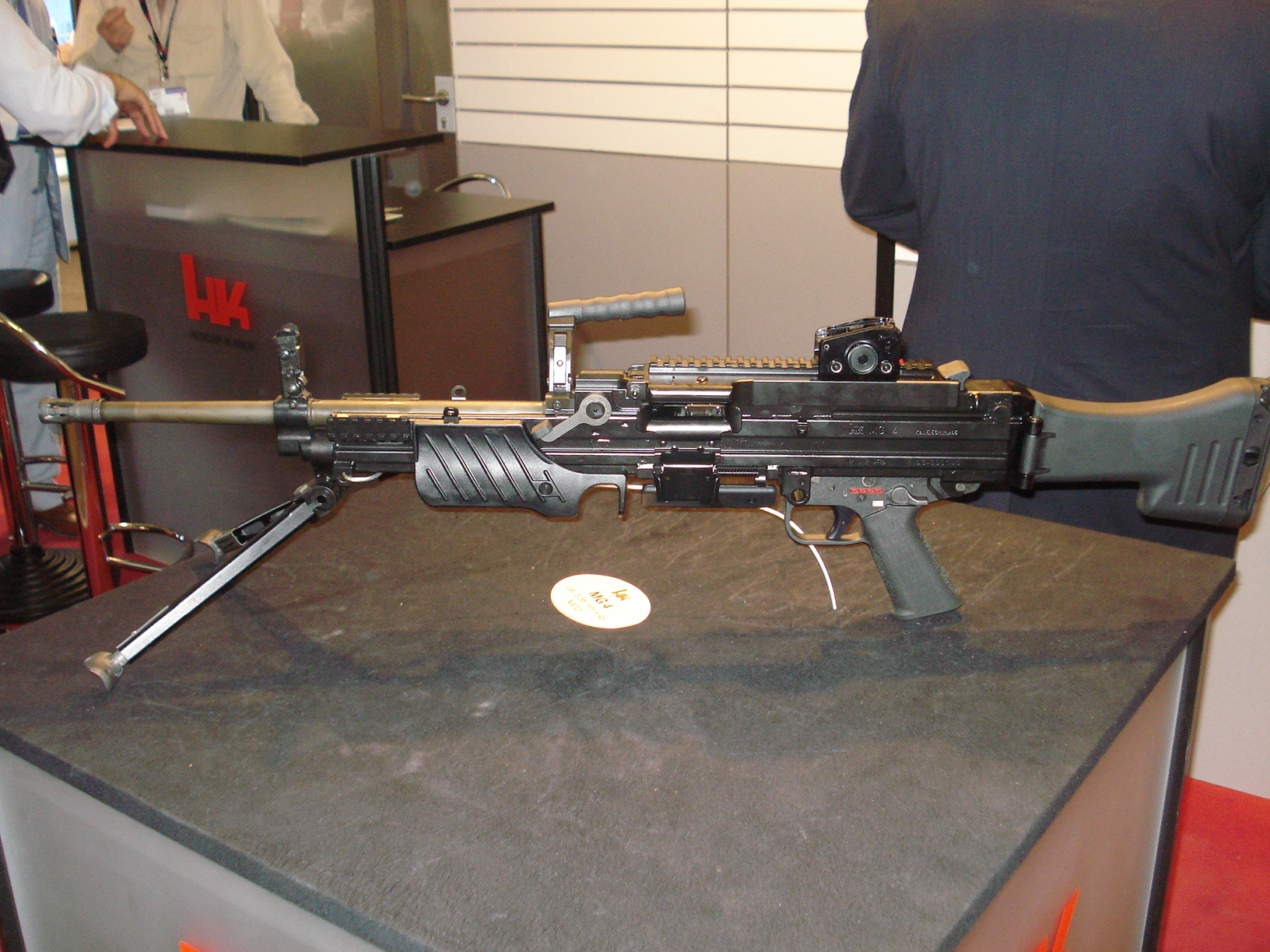
MG4 5.56mm軽機関銃
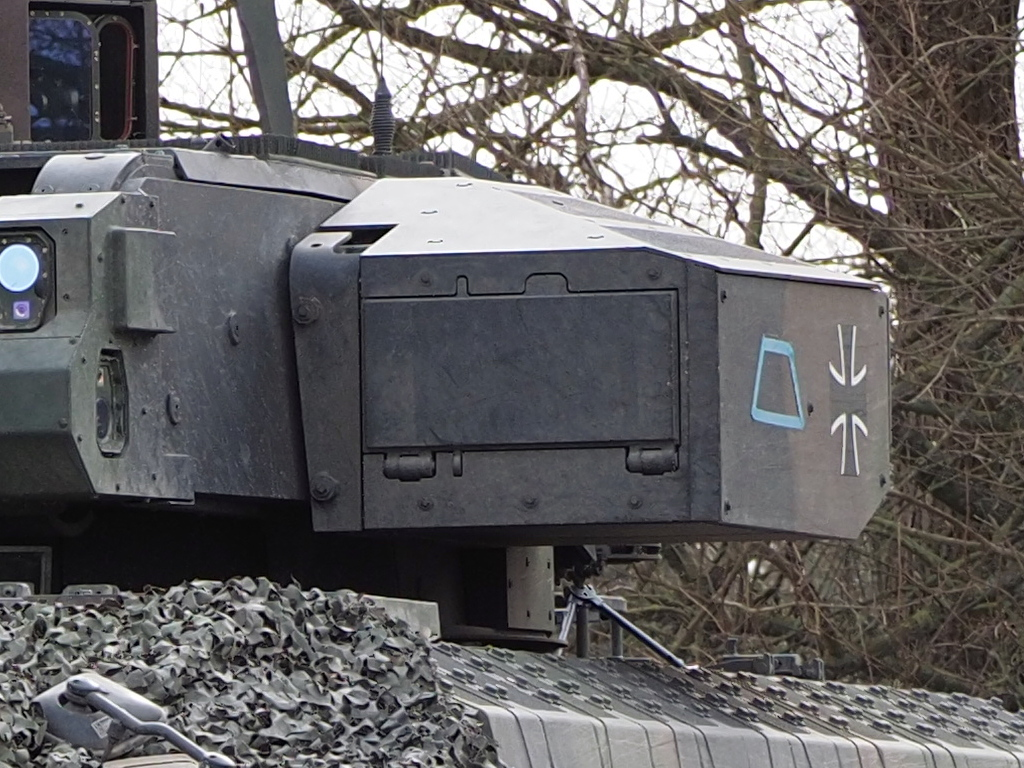
砲塔左側面に追加されたスパイクLR対戦車ミサイル連装発射機[注 1]

副武装は、機関砲同軸のMG4 5.56mm軽機関銃で、即用弾1,000発、予備弾1,000発の計2,000発の弾薬を搭載している。また、既存のインターフェースに遠隔操作式擲弾発射機や誘導ミサイルシステムを取り付ける事も可能となっている。
現在公開されているプレシリーズ車両の車体後部左側には、近接防御用（50m程度）の遠隔操作式6連装76mm擲弾発射装置が取り付けられており、これは、約90度の旋回範囲を持つという。また、車体後部左右および車体後部両側面には近接観測用の小型カメラが埋め込まれた箇所があり、必要に応じて反転させる事で外部の状況を確認できる様になっている。
砲塔モジュール部はRCT30と呼ばれ、単体でプーマ以外の車両への搭載用として売り込みもなされており、2025年6月にドイツ軍はボクサー装輪装甲車の兵員室モジュールにRCT30を組み合わせた歩兵戦闘車タイプの調達計画を発表した。予算案は39億ユーロ規模、調達数は148両とされる。

### 防護力
プーマには2種類の防護レベル（protection level）がある。防護レベルA（protection level A）が重量31.45tの空輸可能（Air-transportable）レベルで、防護レベルC（protection level C）がモジュラー式の増加装甲を砲塔上部および車体後半上部と車体側面に装着し、防御力を強化した重量41tの戦闘（Combat）レベルである。防護レベルC時は、第2世代主力戦車であるレオパルト1（40t）を上回る重量となっており、鉄道・道路・海運により輸送する。

### 機動力
防護レベルC時には重量が41.00tにも増加するプーマには、機動力低下を抑制するため最大出力1,088ps（800kw）を発揮するMTU社製のV型10気筒ディーゼルエンジンが搭載されている。また、最大231ps（170kw）を出力するフライホイール発電機も搭載している。
防護レベルA時（重量31.45t）にはA400M輸送機（最大ペイロード37t）による航空輸送が可能である。

### 人員配置
車体前部右側にあるエンジンの左斜め後方に操縦手席があり、操縦手席の後方に砲手席、砲手席の右側に車長席がある。砲手席の後方には砲塔が存在し、その更に後方に兵員席が2つあり、車長席の後方にも兵員席が4つある。兵員席は左右向かい合わせになっている。

## 比較
|          | M2ブラッドレー           | ウォーリア           | 89式                      | Strf 90            |
| -------- | ------------------------ | -------------------- | ------------------------- | ------------------ |
| 画像     |                          |                      |                           |                    |
| 全長     | 6.55 m                   | 6.34 m               | 6.8 m                     | 7.0 m              |
| 全幅     | 3.60 m                   | 3.03 m               | 3.20 m                    | 3.42 m             |
| 全高     | 2.98 m                   | 2.78 m               | 2.50 m                    | 2.75 m             |
| 重量     | 30.4 t                   | 24.5 t               | 26.5 t                    | 27.6 t             |
| 最高速度 | 66 km/h                  | 75 km/h              | 70 km/h                   | 70 km/h            |
| 乗員数   | 3名+兵員6名              | 3名+兵員7名          | 3名+兵員7名               | 3名+兵員7名        |
| 主武装   | 87口径25mm機関砲×1       | 81.3口径30mm機関砲×1 | 90口径35mm機関砲×1        | 70口径40mm機関砲×1 |
| 副武装   | 7.62mm機関銃×1 TOW ATM×2 | 7.62mm機関銃×1       | 7.62mm機関銃×1 79式 ATM×2 | 7.62mm機関銃×1     |

|          | ASCOD                                                | K21                        | プーマ                         | T-15                     |
| -------- | ---------------------------------------------------- | -------------------------- | ------------------------------ | ------------------------ |
| 画像     |                                                      |                            |                                |                          |
| 全長     | 6.24 m                                               | 6.90 m                     | 7.40 m (防護レベルC)           | 不明                     |
| 全幅     | 3.64 m                                               | 3.40 m                     | 3.70 m (防護レベルC)           | 不明                     |
| 全高     | 2.43 m                                               | 2.60 m                     | 3.10 m (防護レベルC)           | 不明                     |
| 重量     | 28 t                                                 | 25.0 t                     | 41.0 t (防護レベルC)           | 55 t                     |
| 最高速度 | 72 km/h                                              | 70 km/h                    | 70 km/h                        | 65–70 km/h               |
| 乗員数   | 3名+兵員8名                                          | 3名+兵員9名                | 3名+兵員6名                    | 3名+兵員9名              |
| 主武装   | 82口径30mm機関砲×1                                   | 70口径40mm機関砲×1         | 82口径30mm機関砲×1             | 80.5口径30mm機関砲×1     |
| 副武装   | 7.62mm機関銃MG3×1(ピサロ) 7.62mm機関銃MG74×1(ウラン) | 7.62mm機関銃×1 AT-1K ATM×2 | 5.56mm軽機関銃 スパイク-LR ATM | 7.62mm機関銃 9M133 ATM×4 |

## 登場作品

### ゲーム
『Project Reality（BF2） 』
ドイツ連邦軍の装甲戦闘車両（IFV）としてATGM搭載型・非搭載型の2種が登場する。
装備はATTICA・ZEISS Periscopeの2種の暗視装置、TAAS IS-6 スモークランチャー（CL-3030 IR弾）、MK30-2/ABM 30mm機関砲（DM43 30mmAPFSDS-T弾・DM51A2 30mmKETF弾）、Spike LR対戦車ミサイル、MG4 5.56mm同軸機銃。
『War Thunder』
アップデート"Wind of Change"で追加。装備は30mmMk 30-2/ABM cannonを400発、5.56mm MG4を2000発。ナイトビジョンやレンジファインダーも改造によって搭載可能。